# Martín de Hinojosa
Svatý Martín de Hinojosa, O.Cist. (1140 – 16. září 1213) byl kastilský římskokatolický duchovní, cisterciák, opat kláštera Huerta a později biskup v Sigüenze.

## Život
Martín pocházel ze šlechtické rodiny, asi ve svých 20 letech vstoupil do cisterciáckého řádu v opatství Cantávos, později přešel do opatství Huerta. V Huertě byl posléze pět nebo šest let opatem. Od roku 1191 byl biskupem diecéze Sigüenza. Po dvou letech na vlastní žádost z biskupského úřadu odešel a vrátil se do kláštera. V roce 1213 se účastnil vysvěcení nového kláštera v Óvile. Zemřel v Sotoce během zpáteční cesty do svého domovského kláštera. Pohřben byl v huertském klášteře, kde jsou jeho ostatky dodnes. Byl svatořečen, a jeho liturgická památka bývá slavena 17. září.